# Форни Аволтри
Форни Аволтри (итал. Forni Avoltri) је насеље у Италији у округу Удине, региону Фурланија-Јулијска крајина.
Према процени из 2011. у насељу је живело 441 становника. Насеље се налази на надморској висини од 874 м.

## Становништво
Према резултатима пописа становништва 2011. у општини је живело 642 становника.
| 1936. | 1951. | 1961. | 1971. | 1981. | 1991. | 2001. | 2011. |
| ----- | ----- | ----- | ----- | ----- | ----- | ----- | ----- |
| 1.454 | 1.508 | 1.449 | 1.197 | 982   | 817   | 735   | 642   |